# En portada
 (juillet 2021).
Si vous disposez d'ouvrages ou d'articles de référence ou si vous connaissez des sites web de qualité traitant du thème abordé ici, merci de compléter l'article en donnant les références utiles à sa vérifiabilité et en les liant à la section « Notes et références ».
En portada est une émission de télévision chilienne diffusée sur la chaîne de télévision UCV Télévision et présentée par Katherine Bodis.

## Animateurs

### Animateurs actuels
- Katherine Bodis (2013-présent)

### Anciens animateurs
- Cristián Pérez (2009-2011)
- Savka Pollak (2009-2011)
- Daniel Fuenzalida (2011-2013)

## Panélistes

### Panélistes actuels
- Carola Julio
- Sergio Rojas
- Pablo Maltés

## En portada news
Animateurs
- Lucía López (2009)
- Pía Guzmán (2009-2010)
- María Eugenia Larraín (2011)